# Goniostemma punctatum
Goniostemma punctatum är en oleanderväxtart som beskrevs av Ying Tsiang och P. T. Li. Goniostemma punctatum ingår i släktet Goniostemma och familjen oleanderväxter. Inga underarter finns listade i Catalogue of Life.